# Guf
Олексій Сергійович Долматов, більш відомий під псевдонімом Guf (читається «Ґуф») — реп-виконавець, співзасновник (разом з Принципом) і колишній учасник групи «CENTR», засновник лейбла «ZM Nation», один із засновників лейбла «ЦАО Records». Володар премій RMA, RAMP та інших.

## Біографія

### Початок творчого шляху
Guf увійшов до хіп-хоп-світу у 2000 році у складі групи «Rolexx», назва якої походить від імен учасників проекту: Роми і Льоші. Саме після участі у складі групи «Rolexx» стає відомим як Guf.
Свій перший трек під назвою «Китайская стена» (Китайська стіна) Guf написав у 19 років. Він вперше прозвучав на радіо «2000». Однак потім пішов вимушена творча перерва через наркотики.
Починаючи з 2002 року Guf працює над своїм дебютним альбомом. У тому ж році з пісні «Весілля» починається його співпраця з Slim'ом, який на той момент є учасником групи «Димова завіса».

### У складі групи «CENTR»
Guf спільно з Колею Принципом створює групу «CENTR» у 2004 році. У такому складі вони випустили перший демо-альбом під назвою «Подарунок». Тираж склав всього 13 екземплярів, які були презентовані найближчим друзям на Новий рік.
У творчому житті Guf'а є і ще один яскравий персонаж — його бабуся Тамара Костянтинівна, відома шанувальникам творчості Guf'а як Оріджінал Ба XX. Вся країна дізналася її із треку «Плітки». Пісня «Оріджінал Ба» з альбому «Город дорог», у якій вона навіть бере участь, оповідає про їхні взаємини, про її характер. «Вона легко станцює вам під Шона Пола» — читає Guf.
Багато з ранніх пісень Guf'а присвячені наркотикам, і саме ці пісні стали його «візитною карткою» у реп-співтоваристві, сформувавши новий специфічний стиль. Guf вживав важкі наркотики, як він сам про це і говорив, але зараз повністю відмовився від них.
У 2006 році виходить пісня «Сплетни» («Плітки»). У тому ж році компанією Ren-TV для документального фільму «Drug Users (наркомани)» з циклу «Проект Віддзеркалення» було знято кліп на не менш популярну композицію «Новогодняя» («Новорічна»), у якому бере участь Slim. Guf записує дует з ростовським репером Бастою — пісню під назвою («Моя игра») «Моя гра». Також було записано кліп за участю Смокі Мо на пісню «Трафік», який було включено до другого альбому групи CENTR під назвою «Эфир в норме» («Ефір у нормі») (2008).
У квітні 2007 року виходить альбом «Город дорог» (Місто доріг). Крім цього артист починає активну концертну діяльність. 25 жовтня виходить альбом «Качели» (Гойдалки) групи «CENTR», учасником якої він є. Восени 2008 група CENTR разом з Бастою перемогла у номінації «Хіп-хоп» на премії RMA телеканалу MTV Russia.
У 2009 році дублював для російського прокату одного з персонажів американського мультфільму «9» — однооку ляльку на ім'я «П'ятий». В оригіналі героя озвучував актор Джон Сі Рейлі.

### Після відходу з групи «CENTR»

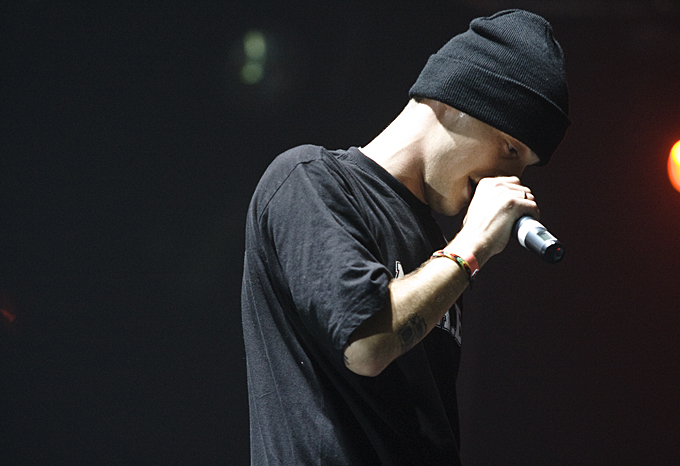
Концерт у Льодовому палаці, 19 вересня 2009 року

У серпні 2009 року Guf після сварки зі Slim'ом і Птахом покинув групу «CENTR». Він заявив про це у своєму інтерв'ю. Незважаючи на це, восени 2009 знімається кліп на пісню «Чи легко бути молодим» з альбому «Эфир в норме» (Ефір у нормі). Guf знімається для цього кліпу окремо від решти учасників групи.
Guf створює новий лейбл — «ZM Nation».
З вересня по грудень виходять сольні альбоми всіх учасників групи «CENTR». Сольний альбом Guf'a «Дома» (Вдома) вийшов 1 грудня 2009.
Наприкінці 2009 року з'являється інформація про спільний альбоми з Бастом, який повинен вийти у вересні 2010. Дати змінюються після кожного інтерв'ю Ґуфа/Басти, у вересні 2010 року з'являється офіційна інформація про те, що 23 жовтня відбудеться презентація альбому.
10 листопада 2010 вийшов спільний альбом з Бастою під назвою Баста/Гуф. Презентація відбулася 25 грудня.
21 липня 2011 відбувся великий концерт Басти і Ґуфа у «Зеленому Театрі», судячи з повідомлення Басти у Твіттері там зібралося понад 8000 осіб.
9 вересня 2011 ФСКН оголосила про затримання Ґуфа. В аналізах Ґуфа виявили сліди марихуани і його відпустили.
19 липня 2012 відбувся третій за рахунком великий літній концерт Басти і Ґуфа у «Зеленому Театрі».
1 листопада 2012 третій сольний альбом — «Сам и…Сам і ...» (Сам і …) було розміщено на вільне скачування на хіп-хоп-порталі Rap.Ru.
30 грудня Ґуфа було прибрано зі списку артистів ТО «Газгольдер», хоча, як заявляє його дружина Айза, спільна робота була припинена ще у 2011 році. 28 грудня на Rap.ru було викладено інтерв'ю з «вичавок» відповідей Басти на питання слухачів, серед яких була заява, що Ґуф ніколи не був артистом лейбла: «З нами він не укладав контракт, ми просто взяли участь у роботі. З Нового року, ймовірно, вона припиниться».

## Особисте життя
16 серпня 2008 року одружився з Айзою Вагаповою (10.12.1984 р.н.). 5 травня 2010 року в пари народився син Самі, у 2014 році Айза і Олексій Долматов розлучилися.
У жовтні 2019 року познайомився з танцівницею Юлією Русланівною Королевою (31.01.1996 р.н.), з якою одружився 21 грудня 2021 року. У 2022 році в пари народилася дочка Тіна, 20 жовтня 2023 року пара розлучилася.

## Guf та Україна
Нерідко виступав в окупованому Криму та Донецьку. Від 2020 року йому заборонений в'їзд в Україну. З 2017 року фігурант бази даних центру «Миротворець».

## Дискографія

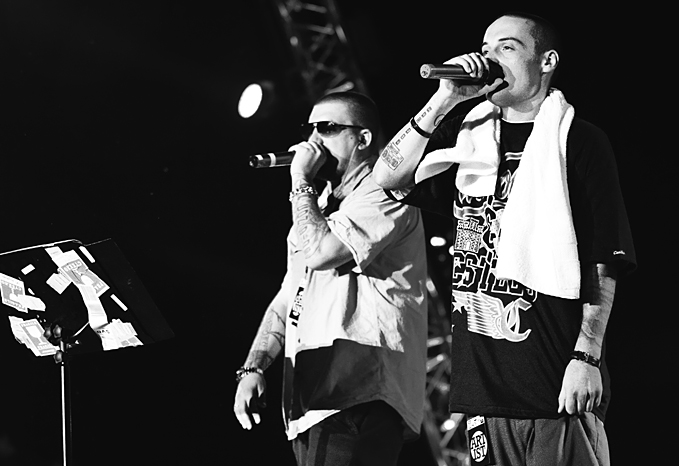
Концерт Басти і Ґуфа в Зеленому театрі, 21 липня 2010

У складі групи CENTR
- 2007 — Качели
- 2008 — Эфир в норме

Сольні альбоми
- 2007 — Город дорог
- 2009 — Дома
- 2012 — Сам и…

Спільні альбоми
- 2003 — Подарок (при участі Принципа)
- 2010 — Баста/Гуф (разом з Бастою)

Участь
- 2004 — Взрывное устройство (альбом групи «Дымовая завеса») Пісня: «Свадьба»
- 2006 — Этажи (альбом групи «Дымовая завеса») Пісня: «Скит от Ґуфа»
- 2006 — Баста 2 (альбом Басти) Пісня: «Моя игра»
- 2008 — Выход дракона (триб'ют пам'яті Рикошета) Пісня: «Мой город» (участь Смокі Мо)
- 2008 — Мой магнитофон (альбом QP) Пісня: «Орёл или решка (На удачу)»
- 2008 — Сто из ста (альбом ST) Пісня: «По другому»
- 2008 — Тёплый (альбом Ноггано) Пісня: «Качели»
- 2009 — Холодно (альбом Slim'a) Пісні: «Воздух» (з Птахою), «Таблетка (скит)» (з Птахою)
- 2009 — Ни о чём (альбом Птахи) Пісня: «Те дни»
- 2010 — МегаPolice (альбом групи «АК-47») Пісня: «Тем кто с нами» (з Ноггано)
- 2011 — Выход из темноты (альбом Смокі Мо) Пісня: «Трафик» (з Slim)
- 2010 — Куплеты с золотой печатью (альбом групи «Good Hash») Пісня: «Куплеты с золотой печатью-2»
- 2010 — ХЗ (спільний альбом Хаміля, та Змія) Пісня: «Новая ступень»
- 2011 — На100ящий (альбом ST) Пісня: «Статья»
- 2011 — Т.Г.К.липсис(альбом групи «Тріагрутріка») Пісня: «Только там»
- 2011 — Время Тигра (альбом Смокі Мо) Пісня: «Красная стрела»
- 2011 — Атака клонов (мікстейп Obe 1 Kanobe) Песни: «Можем» (уч. Смокі Мо, Цунамі, Mezza Morta), «Один раз»
- 2011 — Острова (спільний альбом Принципа, та Apxi) Пісня: «Начало конца» (з Третий)
- 2012 — Неизбежен (альбом групи «ОУ-74») Пісня: «Дороже золота»
- 2012 — Жирный (альбом Вити АК) Пісня: «Пока есть о чём сказать»
- 2012 — Черника (альбом Рем Дигги) Пісня: «Тайна»
- 2012 — Лучше, чем вчера (альбом Лиона) Пісня: «Танцы с волками»

Треки невидані на альбомах Гуфа.
- 2000 — Китайская стена
- 2007 — Наш двор (ft. Сидр)
- 2007 — Не на экспорт (ft. Princip) (У складі групи «CENTR»)
- 2008 — Большой бизнес (ft. Батишта, Рома Жиган, Чек, Баста, MC Білий, Кос)
- 2008 — Шире круг (ft. Ноггано, Витя АК, 5Плюх)
- 2009 — Зарисовки (ft. Princip)
- 2009 — Братишка (ft. Princip)
- 2009 — Отличай людей (ft. Slim)
- 2009 — Имени ленина (ft. Slim)
- 2009 — Высота (ft. Slim)
- 2009 — Next People (ft. Dino MC 47, Mili-JJ)
- 2009 — Про любовь (У складі групи «CENTR»)
- 2009 — Три точки (ft. Good Hash)
- 2009 — Если друг оказался вдруг (ft. Нігатів)
- 2010 — Сто строк
- 2011 — Имеет место
- 2011 — Ростов/Краснодар [запрошення] (ft. Баста)
- 2011 — Лето правильного рэпа [запрошення] (ft. Баста)
- 2011 — 200 Строк
- 2011 — Приглашение в Москву (ft. ОУ74, TANDEM Foundation)
- 2011 — Холода — не беда (ft. Смокі Мо, АК-47)
- 2012 — Приглашение на Украинский тур (ft. TANDEM Foundation)
- 2012 — Приглашение на Hip-Hop All Stars 2012
- 2012 — Приглашение в Зелёный Театр (ft. Баста)

## Відеографія

### Відеокліпи
У складі групи «CENTR»
- 2008 — «Город дорог» (ft. Баста)
- 2008 — «Трафик» (ft. Смокі Мо)
- 2008 — «Ночь»
- 2009 — «Зима»
- 2009 — «Легко ли быть молодым»

Сольні відеороботи
- 2006 — «Новогодняя»
- 2007 — «Моя игра» (ft. Баста)
- 2009 — «По-другому» (ft. ST)
- 2009 — «Для неё»
- 2010 — «Ice Baby»
- 2010 — «100 строк»
- 2010 — «Качели» (ft. Ноггано)
- 2010 — «Тем, кто с нами» (ft. «АК-47», Ноггано)
- 2010 — «Было давно»
- 2011 — «Соответственно» (ft. Баста)
- 2011 — «Имеет место»
- 2011 — «Ростов/Краснодар» [запрошення] (ft. Баста]
- 2011 — «Самурай» (ft. Баста)
- 2011 — «Красная стрела» (ft. Смокі Мо)
- 2011 — «Другая волна» (ft. Баста)
- 2011 — «Лето правильного рэпа» [запрошення] (ft. Баста)
- 2011 — «200 строк»
- 2011 — «Приглашение в Москву» (ft. «ОУ74», «TAHDEM Foundation»)
- 2011 — «На пол»
- 2012 — «Один раз» (ft. Obe 1 Kanobe)
- 2012 — «Приглашение на Украинский тур» (ft. «TAHDEM Foundation»)
- 2012 — «Приглашение на Hip-Hop All Stars 2012»
- 2012 — "Приглашение в «Зелёный Театр» (ft. Баста)
- 2012 — «Сегодня-завтра»
- 2012 — «Ґуф умер» (ft. Баста)
- 2012 — «Тайна» (ft. Рем Дігга)

### Концертне відео
- 2009 — CENTR. Ефір у нормі[20]

## Нагороди
- Лауреат премії RAMP 2009 каналу A-ONE у категорії Urbana[21].
- У 2008 році у складі групи CENTR виграв матрьошку як «Найкращий Хіп-Хоп проект» на церемонії RMA телеканалу MTV[2].
- У 2009 рік у був номінований на премію «Герой Рунета», де посів 6 місце.[22]
- У 2009 року став переможцем голосування[23] на сайті Rap.ru [Архівовано 20 квітня 2022 у Wayback Machine.] в номінаціях:
  - Найкращий вітчизняний виконавець року;
  - Альбом року («Дома»);
  - Найкращий кліп («Для неї»).
- Перемагав у тих же номінаціях[24] в 2008 році у складі групи CENTR:
  - Найкращий артист (CENTR);
  - Найкращий альбом року («Ефір в нормі»);
  - Найкращий кліп («Ніч»).
- Переможець «Russian Street Awards» 2010 в номінації Артист року[25].
- Переможець Премії Муз-ТВ 2011 в номінації Найкращий Хіп-Хоп проект року

## Цікаві факти
- Сім років Guf жив у Китаї, але йому довелося виїхати звідти через проблеми з наркотиками[1].
- Район, де Guf жив, якому присвятив не одну пісню, і де живе його бабуся Тамара Костянтинівна, він називає ZM, що означає Замоскворіччя.
- В один день з Guf'ом народився репер ST (Олександр Степанов), але Олексій старше Олександра на 9 років. Вони записали 2 спільних треки: «По-другому», «Статья». Також зняли кліп на пісню «По-другому». Обидва MC Картавих.
- Guf вболіває за футбольний клуб Ліверпуль.[26]
- Іноді у піснях називає себе жартівливо: Кагтавий Guf, Ґуфака. А також своїх рідних: Тамара Костянтинівна (бабуся) — Original Ba XX (рос. Оріджінал Ба Два Ікса); Айза Долматова (дружина) — Ice Baby (рос. Айс Бебі); і син Самі Долматов — Gufik (рос. Ґуфік).[27]
- Його рідний тато з Ростова і Ґуф там часто бував, тому добре знайомий з групою Каста. Він навіть взяв участь у зйомках кліпу на пісню «Ми беремо це на вулицях», а учасник Касти, Шим, написав музику для його «Новорічної». Також Guf брав участь у записі треку групи «Каста» «Новая ступень», який вийшов у 2010 році на альбомі «ХЗ».
- Своїм улюбленим виконавцем називає американського репера Nas'a[джерело не вказане 4497 днів].
- Володар двох вищих освіт (економічної і лінгвістичної)[28].
- Стверджує, що молиться перед виступами[29].